# Никитин, Кузьма Николаевич
Кузьма́ Никола́евич Ники́тин (1887 — 1965) — советский дипломат.
Член ВКП(б). Окончил учительский институт, экономический институт, учился в Сельскохозяйственной академии имени К. А. Тимирязева. Профессор. До 1937 года преподавал на Курсах переподготовки педагогического персонала.
С 1 ноября 1937 по 10 июля 1940 года был полномочным представителем СССР в Эстонии.